# بوخارا

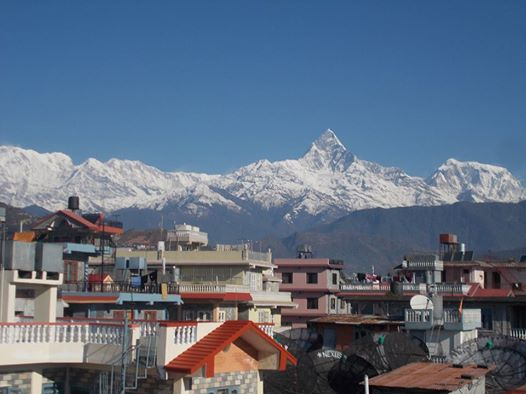
مشهد لجبال الهيمالايا من بوخارا

بوخارا (بالنيبالية:पोखरा) هي ثاني أكبر مدينة في النيبال بعد العاصمة كاتماندو بلغ عدد سكانها حوالي 255 ألف نسمة في إحصاء العام 2011 . تشكل بوخارا المركز لمقاطعة كاسكي و منطقة غانداكي و المنطقة التطويرية الغربية. تقع على بعد 200 كم غرب كاتماندو. تعتبر بوخارا أحد أهم المقاصد السياحية في البلاد. ثلاثة من القمم العشرة الأعلى في العالم - داولاجيري، أنابورنا، و ماناسلو- تقع على مسافة لا تزيد عن 50 كم من المدينة.

## المناخ
يظهر الجدول التالي التغييرات المناخية على مدار السنة لبوخارا:
| البيانات المناخية لـبوخارا                            | البيانات المناخية لـبوخارا | البيانات المناخية لـبوخارا | البيانات المناخية لـبوخارا | البيانات المناخية لـبوخارا | البيانات المناخية لـبوخارا | البيانات المناخية لـبوخارا | البيانات المناخية لـبوخارا | البيانات المناخية لـبوخارا | البيانات المناخية لـبوخارا | البيانات المناخية لـبوخارا | البيانات المناخية لـبوخارا | البيانات المناخية لـبوخارا | البيانات المناخية لـبوخارا |
| الشهر                                                 | يناير                      | فبراير                     | مارس                       | أبريل                      | مايو                       | يونيو                      | يوليو                      | أغسطس                      | سبتمبر                     | أكتوبر                     | نوفمبر                     | ديسمبر                     | المعدل السنوي              |
| ----------------------------------------------------- | -------------------------- | -------------------------- | -------------------------- | -------------------------- | -------------------------- | -------------------------- | -------------------------- | -------------------------- | -------------------------- | -------------------------- | -------------------------- | -------------------------- | -------------------------- |
| الدرجة القصوى °م (°ف)                                 | 22.0 (71.6)                | 28.2 (82.8)                | 33.1 (91.6)                | 37.4 (99.3)                | 35.0 (95.0)                | 33.4 (92.1)                | 32.4 (90.3)                | 32.4 (90.3)                | 31.0 (87.8)                | 29.8 (85.6)                | 27.0 (80.6)                | 23.3 (73.9)                | 37.4 (99.3)                |
| متوسط درجة الحرارة الكبرى °م (°ف)                     | 19.7 (67.5)                | 22.2 (72.0)                | 26.7 (80.1)                | 29.8 (85.6)                | 30.1 (86.2)                | 30.6 (87.1)                | 30.0 (86.0)                | 30.2 (86.4)                | 29.3 (84.7)                | 27.5 (81.5)                | 24.1 (75.4)                | 20.7 (69.3)                | 26.7 (80.1)                |
| المتوسط اليومي °م (°ف)                                | 13.4 (56.1)                | 15.7 (60.3)                | 19.8 (67.6)                | 22.8 (73.0)                | 24.3 (75.7)                | 25.8 (78.4)                | 26.0 (78.8)                | 26.1 (79.0)                | 25.1 (77.2)                | 22.1 (71.8)                | 18.0 (64.4)                | 14.4 (57.9)                | 21.1 (70.0)                |
| متوسط درجة الحرارة الصغرى °م (°ف)                     | 7.1 (44.8)                 | 9.2 (48.6)                 | 12.8 (55.0)                | 15.7 (60.3)                | 18.4 (65.1)                | 20.9 (69.6)                | 22.0 (71.6)                | 22.0 (71.6)                | 20.8 (69.4)                | 16.7 (62.1)                | 11.9 (53.4)                | 8 (46)                     | 15.5 (59.9)                |
| أدنى درجة حرارة °م (°ف)                               | 1.8 (35.2)                 | 3.0 (37.4)                 | 5.0 (41.0)                 | 6.0 (42.8)                 | 8.0 (46.4)                 | 12.0 (53.6)                | 13.0 (55.4)                | 13.8 (56.8)                | 15.9 (60.6)                | 10.4 (50.7)                | 4.0 (39.2)                 | 3.9 (39.0)                 | 1.8 (35.2)                 |
| الهطول مم (إنش)                                       | 23 (0.9)                   | 35 (1.4)                   | 60 (2.4)                   | 128 (5.0)                  | 359 (14.1)                 | 669 (26.3)                 | 940 (37.0)                 | 866 (34.1)                 | 641 (25.2)                 | 140 (5.5)                  | 18 (0.7)                   | 22 (0.9)                   | 3٬901 (153.6)              |
| المصدر: Sistema de Clasificación Bioclimática Mundial |                            |                            |                            |                            |                            |                            |                            |                            |                            |                            |                            |                            |                            |

## أعلام
- سابيندارا شاريثا
- خاغيندرا ثابا ماغار
- أنيل غورونغ

بوخارا
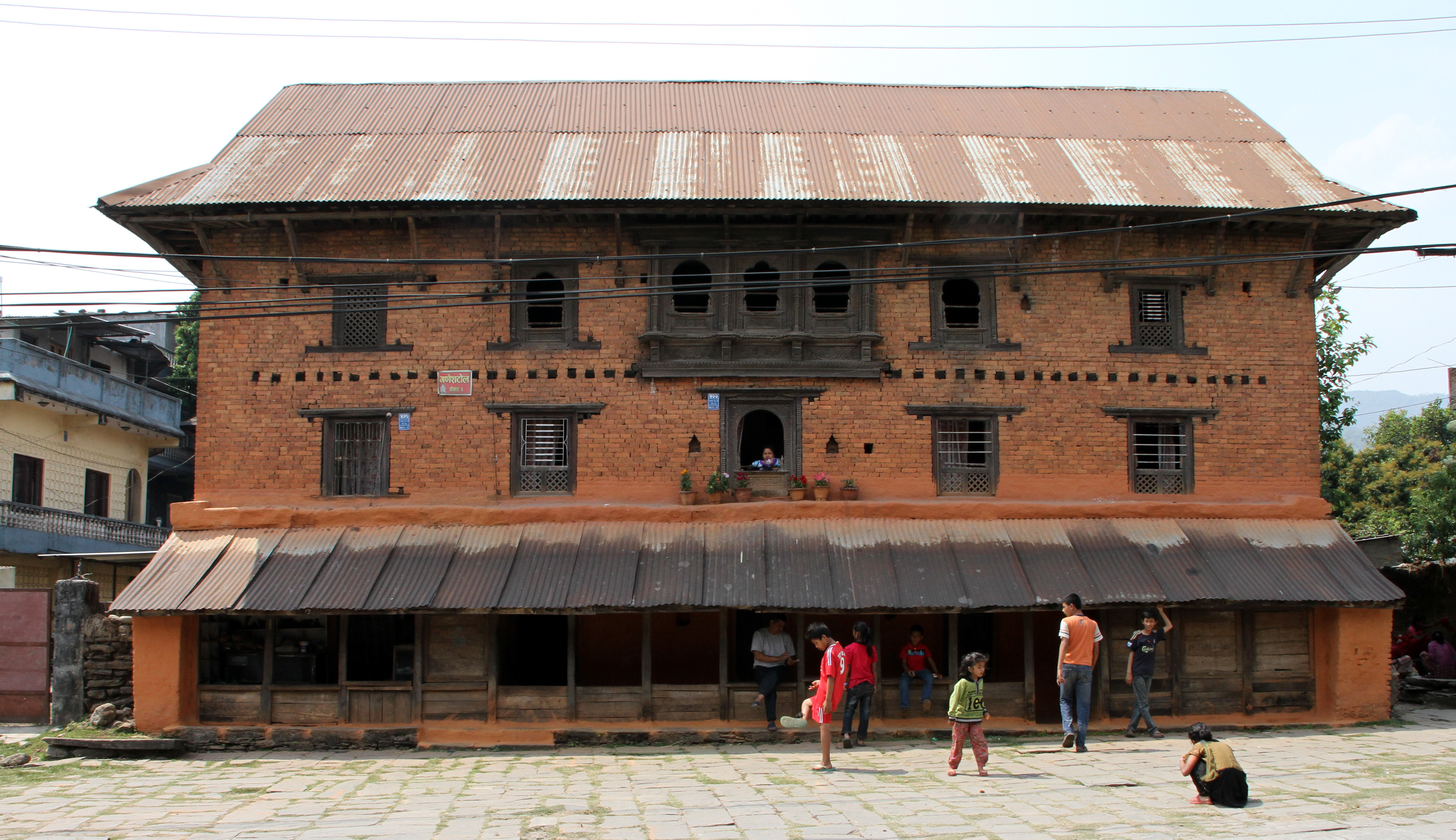
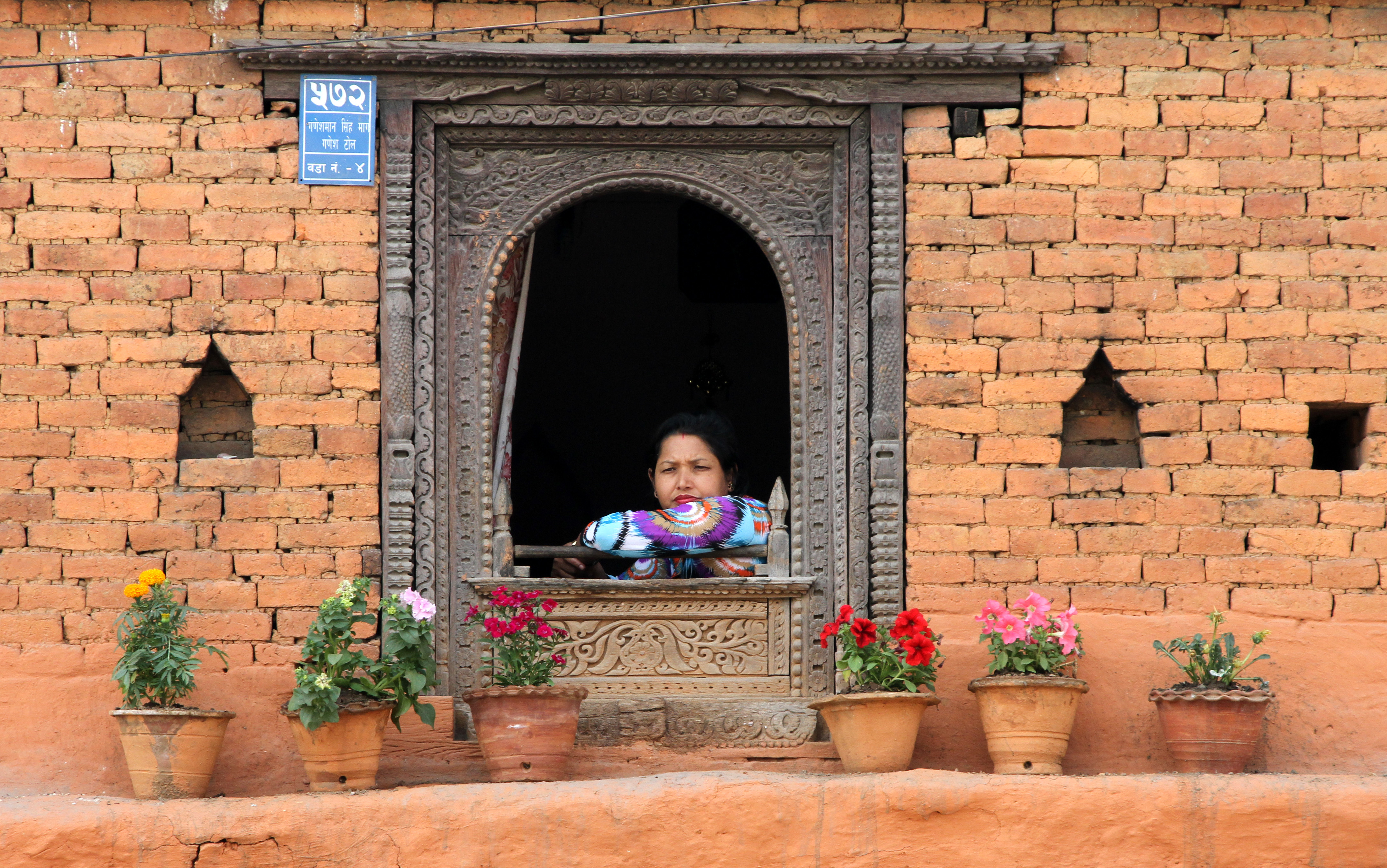
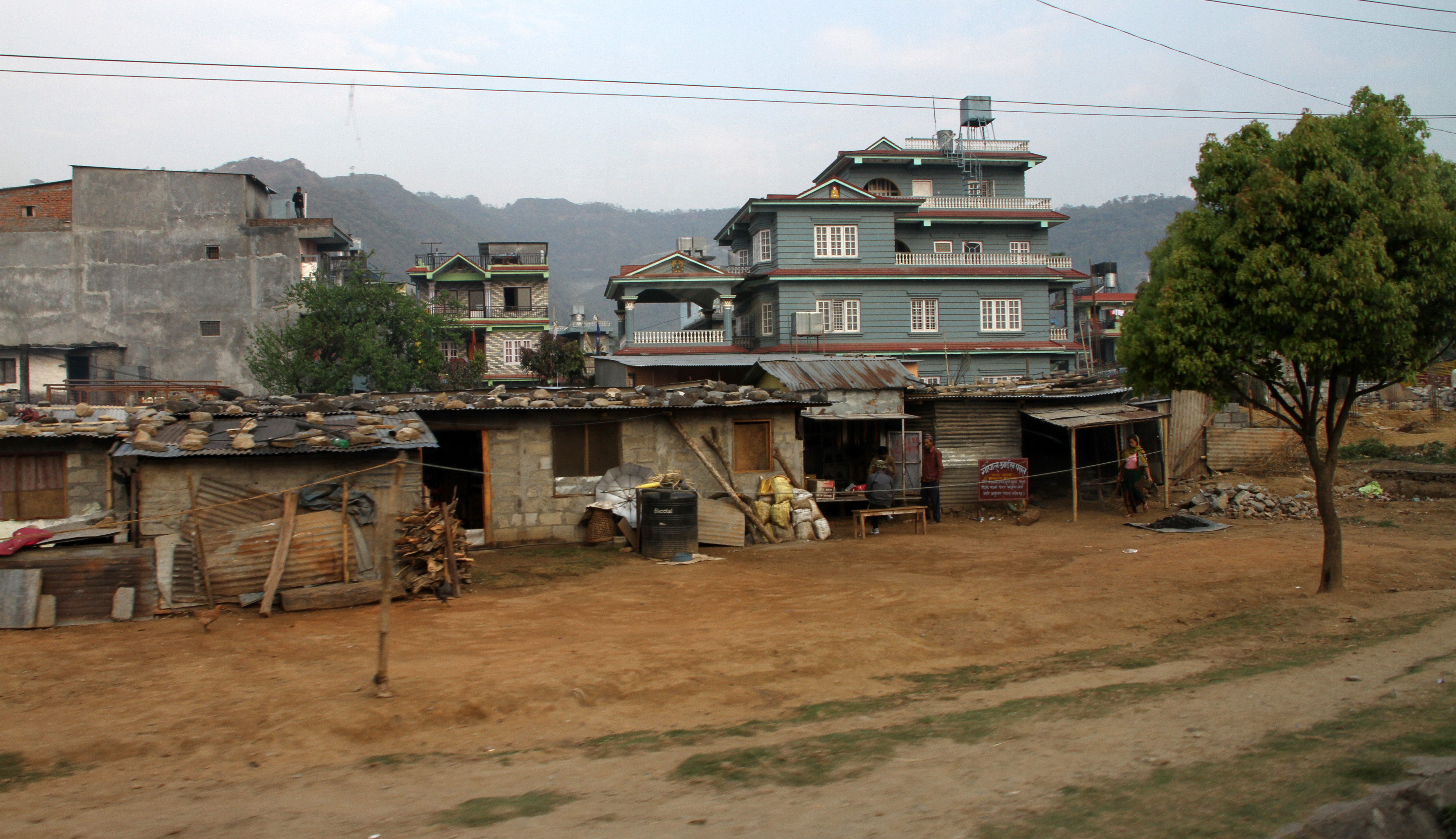
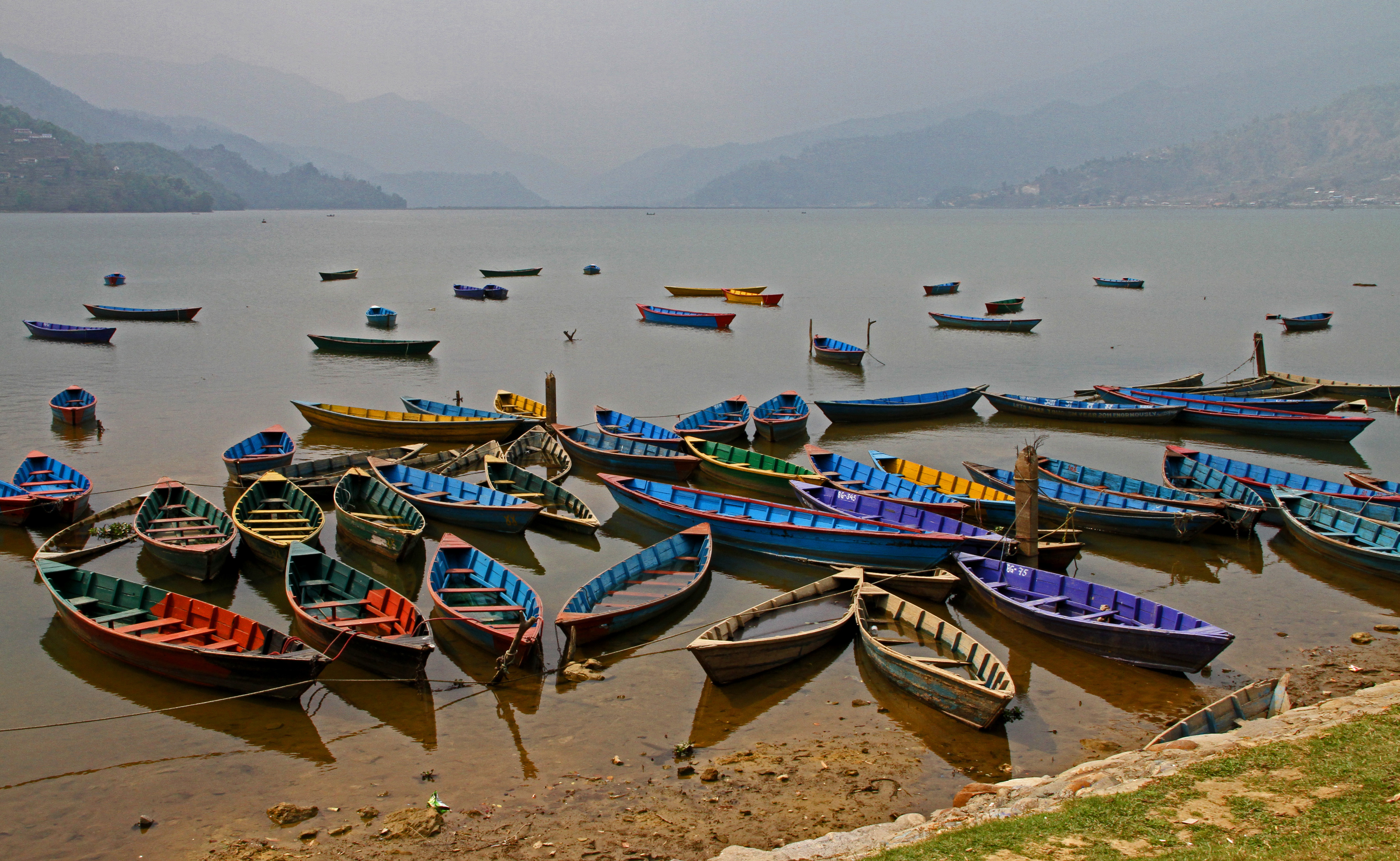
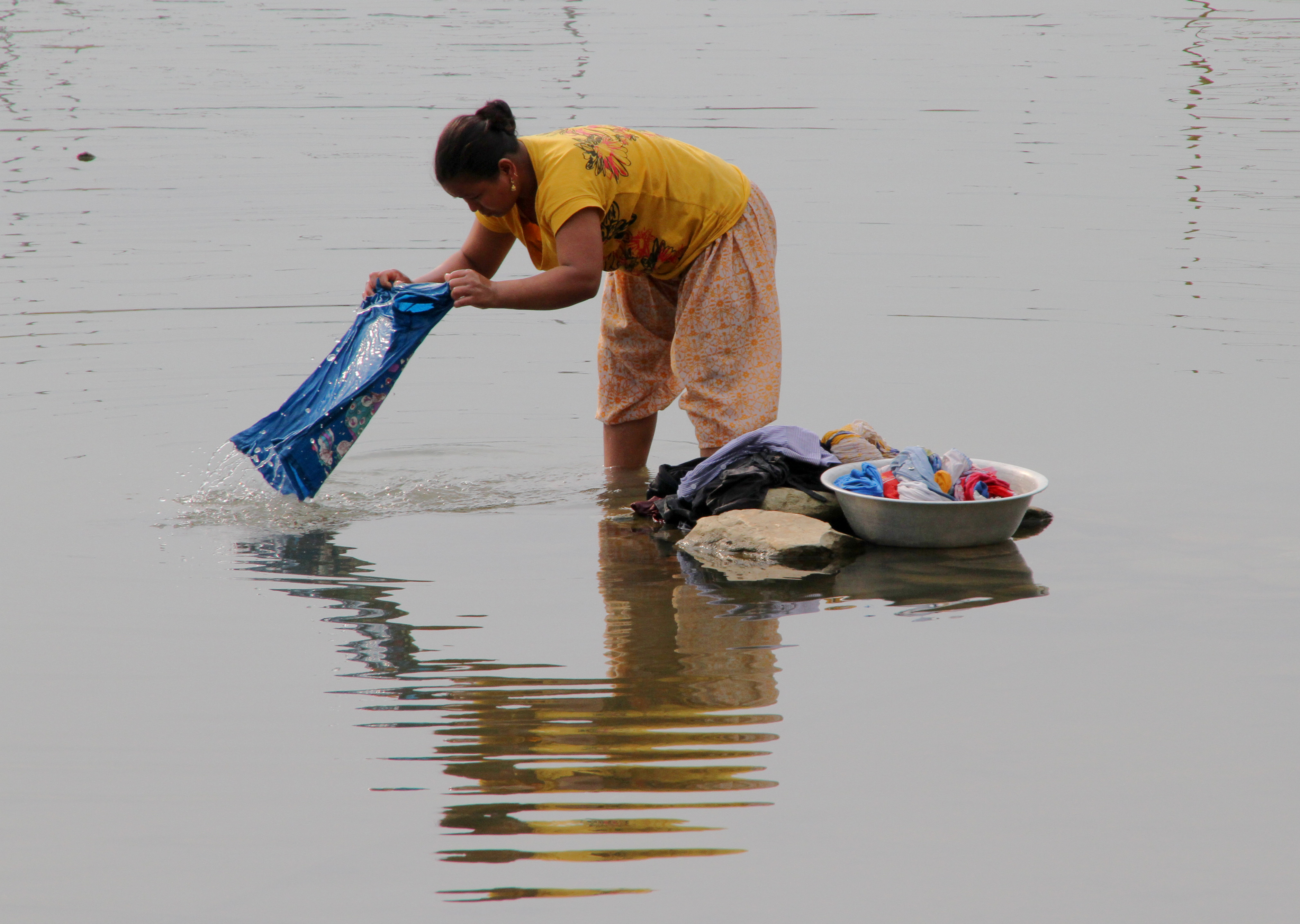
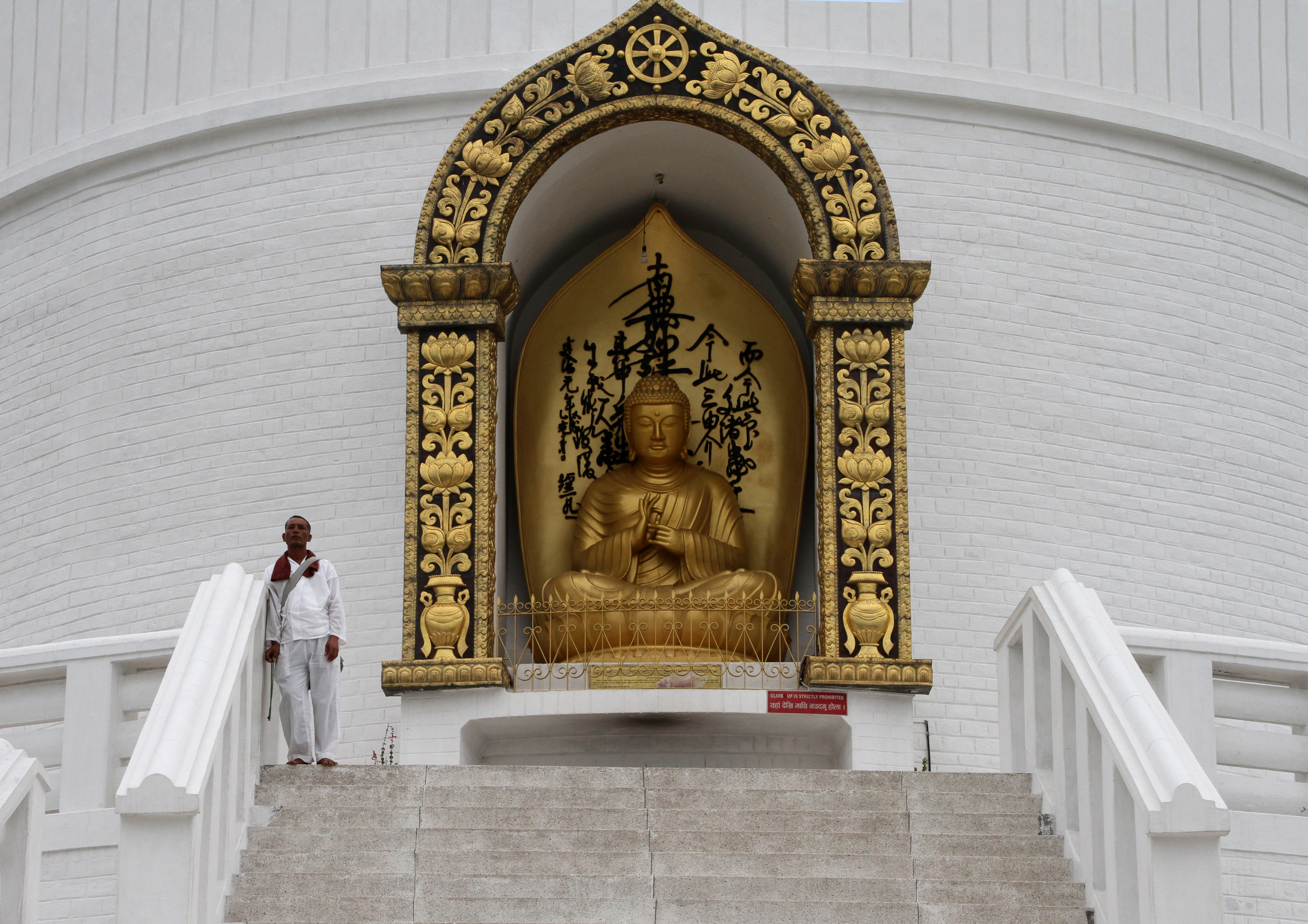
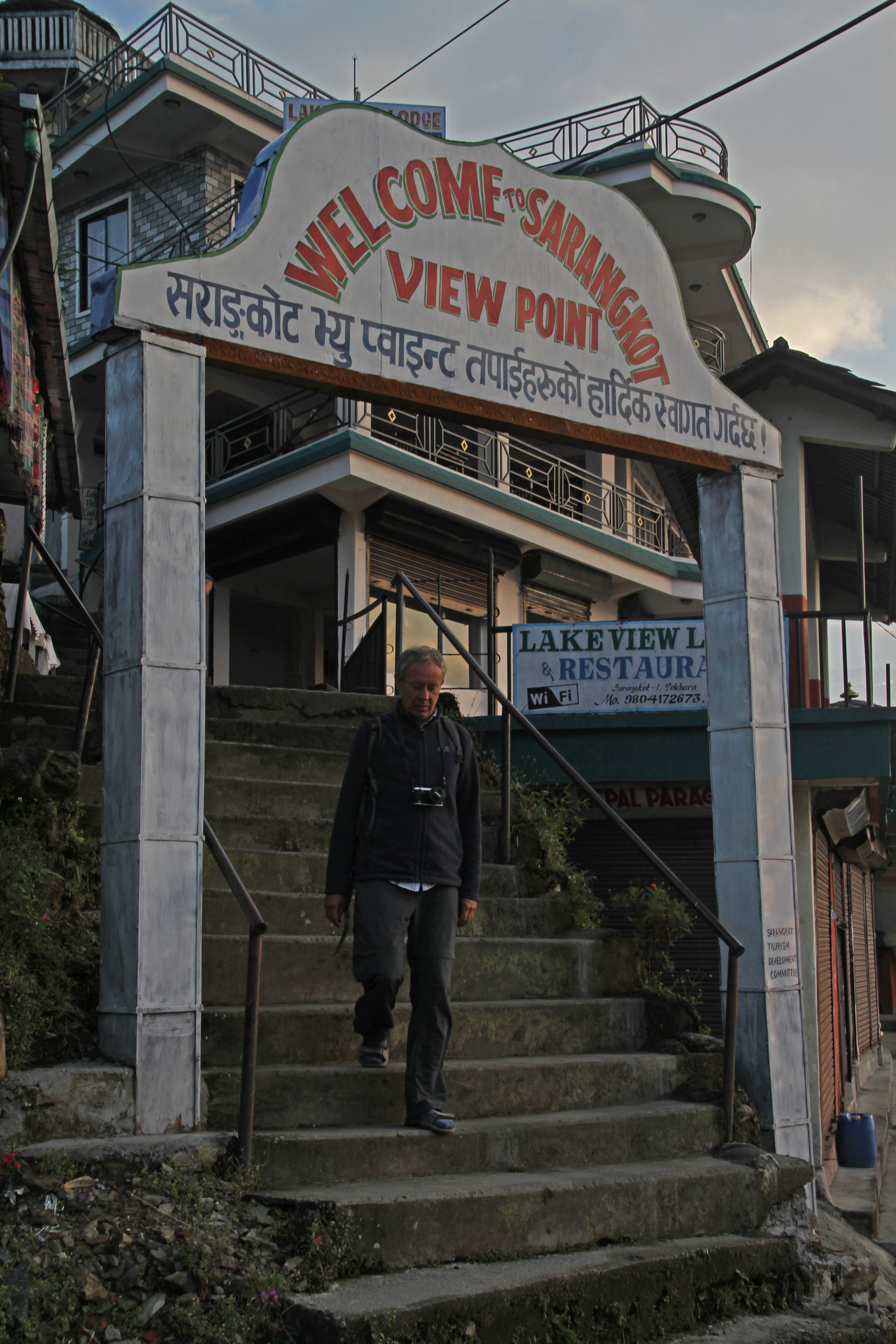
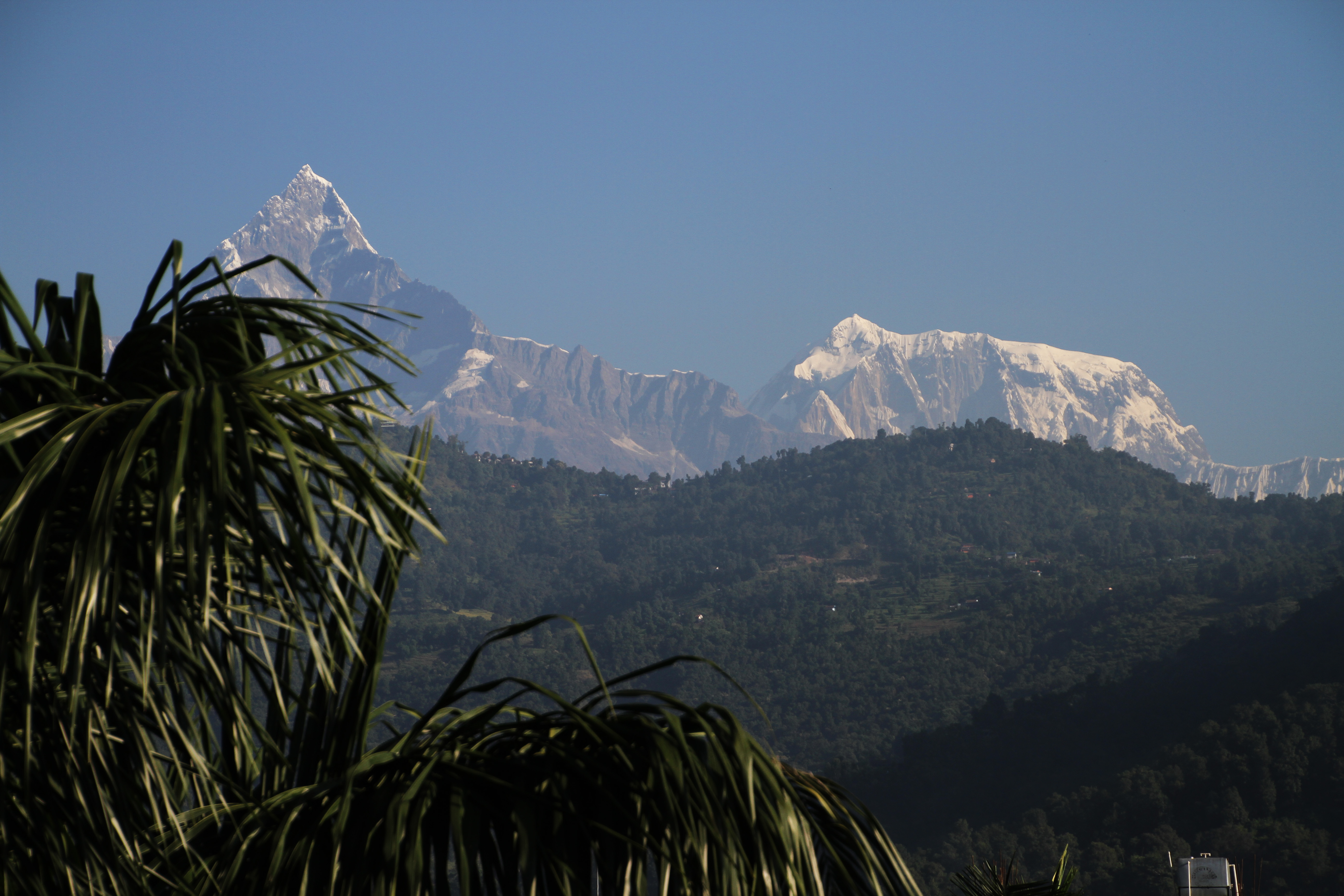